# Norumbega
Norumbega es una localidad argentina del centro de la provincia de Buenos Aires, perteneciente al partido de Nueve de Julio.

## Población
Cuenta con 57 habitantes (Indec, 2010), lo que representa un descenso del 8% frente a los 62 habitantes (Indec, 2001) del censo anterior.
| Gráfica de evolución demográfica de Norumbega entre 1991 y 2010 |
|                                                                 |
| Fuente: Censos nacionales del INDEC                             |